# Сілець (Борисовський район, Зембинська сільська рада)
Сілець (біл. вёска Сялец) — село в складі Борисовського району Мінської області, Білорусь. Село підпорядковане Зембинській сільській раді, розташоване в північно-східній частині області.